# Mediterranea

Mediterranea revue d'art est une revue française publiée durant l'entre-deux-guerres, entre 1926 et 1940.

## Historique
Mediterranea, revue d'art, et surtout revue culturelle au sens large, a été fondée par Paul-François Castela (1893 - 1966) et publiée sur la Côte d'Azur entre 1926 et 1940, avec la contribution de nombreux écrivains, poètes et artistes de grande notoriété. Elle s'est attachée à publier des textes inédits, des reproductions de textes autographes et de très nombreuses illustrations originales d'après gravures. 
Certains numéros spéciaux demeurent ainsi des références, tels que celui consacré en mars 1929 au poète Armand Godoy (La Havane, 1880 - Paris, 1964), avec la participation de cent quinze écrivains et artistes, parmi lesquels Henri de Régnier, Vincent d'Indy, Francis Jammes, Paul Fort, Valery Larbaud. Ce numéro mémorable titre alors Mediterranea, la plus luxueuse des revues de la Riviera française. 
En janvier 1936, c'est un numéro spécial consacré à l'écrivain roumain Panaït Istrati (1884 - 1935), surnommé le "Gorki des Balkans", qui fait à son tour référence (fonds spécifique à la BU Lettres de Nice). En 1937, une place d'honneur est accordée à J.-H. Rosny aîné (1856 - 1940) - l'auteur de La Guerre du feu (seul exemplaire numérisé actuellement dans Gallica).

## Une audience internationale
Grâce au soutien et à l'active collaboration de brillants journalistes, chroniqueurs, écrivains et graveurs sur bois, Mediterranea atteint rapidement une véritable notoriété, dont témoigne entre autres le soutien de plusieurs membres de l'Académie française. L'ouverture vers la culture méditerranéenne est marquée en 1927 par une enquête significative sur "l'esprit méditerranéen" en rapport avec la publication d'articles ayant trait à la vie culturelle dans le bassin méditerranéen (Algérie, Égypte). La fidélité à la Provence et au félibrige n'en demeure pas moins l'un des points de référence de cette revue, où l'on trouve quantité de poésies, chroniques, nouvelles et illustrations inédites.